# Прежмер
Прежмер (рум. Prejmer) — село в повіті Брашов у Румунії. Адміністративний центр комуни Прежмер.
Село розташоване на відстані 144 км на північ від Бухареста, 14 км на північний схід від Брашова.

## Населення
За даними перепису населення 2002 року у селі проживали 4947 осіб.
Національний склад населення села:
| Національність | Кількість осіб | Відсоток |
| -------------- | -------------- | -------- |
| румуни         | 4309           | 87,1%    |
| цигани         | 375            | 7,6%     |
| угорці         | 153            | 3,1%     |
| німці          | 109            | 2,2%     |

Рідною мовою назвали:
| Мова      | Кількість осіб | Відсоток |
| --------- | -------------- | -------- |
| румунська | 4698           | 95,0%    |
| угорська  | 143            | 2,9%     |
| німецька  | 100            | 2,0%     |
| циганська | 6              | 0,1%     |